# نظارة حسين رشدي باشا الأولى
نظارة حسين رشدي باشا الأولى هي النظارة الحادية والعشرون في مصر، صدر الأمر العالي بتشكيلها في 5 أبريل 1914.

## أعضاء الحكومة
| النظارة               | الناظر                                                       |
| --------------------- | ------------------------------------------------------------ |
| رئيس مجلس النظار      | حسين رشدي باشا                                               |
| ناظر الداخلية         | حسين رشدي باشا (بالإضافة إلى منصبه رئيسًا لمجلس النظار)       |
| ناظر الحقانية         | عبد الخالق ثروت باشا                                         |
| ناظر الخارجية         | عدلي يكن باشا                                                |
| ناظر المالية          | يوسف وهبة باشا                                               |
| ناظر المعارف العمومية | أحمد حلمي باشا                                               |
| ناظر الأشغال العمومية | إسماعيل سري باشا                                             |
| ناظر الحربية والبحرية | إسماعيل سري باشا (بالإضافة إلى منصبه ناظرًا للأشغال العمومية) |
| ناظر الأوقاف          | محمد محب باشا                                                |
| ناظر الزراعة          | إسماعيل صدقي باشا                                            |

## وصلات داخلية
- قائمة رؤساء مجلس وزراء مصر